# جیمزتاون (اکلاهما)
جیمزتاون (به انگلیسی: Jamestown) یک منطقهٔ مسکونی در ایالات متحده آمریکا است که در شهرستان راجرز، اکلاهما واقع شده‌است. جیمزتاون ۰٫۴ کیلومتر مربع مساحت و ۱۰ نفر جمعیت دارد و ۲۱۲ متر بالاتر از سطح دریا واقع شده‌است.